# Лаудон (округ, Теннесси)
Округ Лаудон (англ. Loudon County) располагается в штате Теннесси, США. Официально образован в 1870 году. По состоянию на 2010 год, численность населения составляла 48 556 человек.

## География
По данным Бюро переписи США, общая площадь округа равняется 639,731 км², из которых 593,111 км² — суша, и 18 км², или 7,29 % — это водоёмы.

## Население
По данным переписи населения 2000 года в округе проживает 39 086 жителей в составе 15 944 домашних хозяйств и 11 798 семей. Плотность населения составляет 66,00 человек на км2. На территории округа насчитывается 17 277 жилых строений, при плотности застройки около 29,00-ти строений на км2. Расовый состав населения: белые — 95,90 %, афроамериканцы — 1,14 %, коренные американцы (индейцы) — 0,32 %, азиаты — 0,21 %, гавайцы — 0,02 %, представители других рас — 1,43 %, представители двух или более рас — 0,98 %. Испаноязычные составляли 2,29 % населения независимо от расы.
В составе 28,40 % из общего числа домашних хозяйств проживают дети в возрасте до 18 лет, 61,70 % домашних хозяйств представляют собой супружеские пары, проживающие вместе, 8,90 % домашних хозяйств представляют собой одиноких женщин без супруга, 26,00 % домашних хозяйств не имеют отношения к семьям, 22,80 % домашних хозяйств состоят из одного человека, 10,10 % домашних хозяйств состоят из престарелых (65 лет и старше), проживающих в одиночестве. Средний размер домашнего хозяйства составляет 2,42 человека, и средний размер семьи 2,82 человека.
Возрастной состав округа: 21,90 % — моложе 18 лет, 6,70 % — от 18 до 24, 27,50 % — от 25 до 44, 27,70 % — от 45 до 64, и 27,70 % — от 65 и старше. Средний возраст жителя округа — 41 год. На каждые 100 женщин приходится 95,10 мужчин. На каждые 100 женщин старше 18 лет приходится 92,10 мужчин.
Средний доход на домохозяйство в округе составлял 40 401 USD, на семью — 46 517 USD. Среднестатистический заработок мужчины был 33 567 USD против 23 164 USD для женщины. Доход на душу населения составлял 21 061 USD. Около 6,90 % семей и 10,00 % общего населения находились ниже черты бедности, в том числе — 12,80 % молодежи (тех, кому ещё не исполнилось 18 лет) и 9,00 % тех, кому было уже больше 65 лет.